# 축사

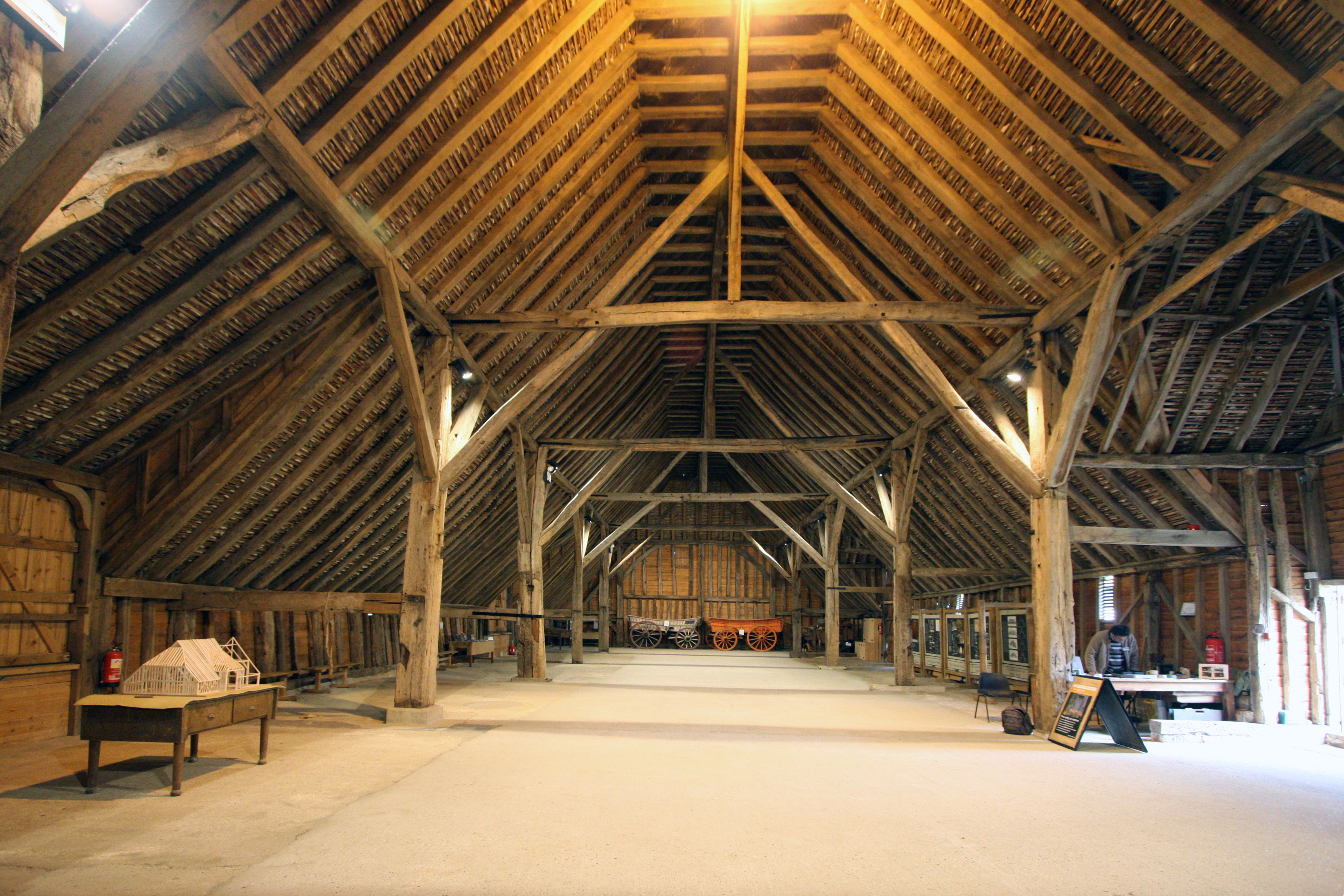
잉글랜드의 축사

축사(畜舍)는 돼지, 닭, 소 등과 같은 가축을 사육하는 시설이다. 축사는 한 마리 또는 몇 마리의 동물을 수용하는 울타리이다. 동물을 사육하는 곳이면 어디에서나 동물을 위한 마구간을 찾을 수 있다. 말 마구간은 목적에 맞게 지어진 영구 구조물인 경우가 많다. 농부의 헛간은 축사나 소와 기타 가축을 위한 우리로 나눌 수 있다.
일반적으로 헛간에는 휴식, 먹이주기, 착유 및 물주기를 위해 젖소가 묶여 있는 두 줄의 칸이 있다. 이러한 유형의 우리는 일반 농업과 유기농업 모두에 사용된다.